# Пятилетки Индии
С 1947 по 2017 год экономическое развитие Индии основывалось на концепции смешанной экономики с государственным регулированием, сочетающим директивные и индикативные рычаги. Осуществлялось планирование в форме пятилетних планов, которые разрабатывались, выполнялись и контролировались Комиссией по планированию (1951—2014 годы) и NITI Aayog (2015—2017 годы). Председателем Комиссии являлся по своей должности являлся премьер-министр Индии. Заместитель председателя Комиссии имел ранг министра, последним заместителем председателя комиссии был Монтек Сингх Ахлувалия (подал в отставку 26 мая 2014 года). Срок действия двенадцатого пятилетнего плана завершился в марте 2017 года. Вплоть до четвёртого пятилетнего плана распределение государственных ресурсов было основано на схематических моделях, а не на прозрачном и объективном механизме. Начиная с 1969 года для распределения государственных ресурсов в рамках пятилетних планов стали использовать так называемую формулу Гаджила и её модификации. Новое правительство во главе с Нарендрой Моди, избранное в 2014 году, объявило о роспуске Комиссии по планированию и о создании вместо неё аналитического центра под названием Национальный институт трансформации Индии (аббревиатура на хинди NITI Aayog). С 2017 года пятилетние планы больше не составляются.

## История
Пятилетние планы — это централизованные и комплексные национальные экономические программы. Первая пятилетка началась в Советском Союзе в 1928 году. Впоследствии пятилетки разрабатывали большинство коммунистических государств и несколько капиталистических стран. Китай продолжает разрабатывать пятилетние планы, хотя начиная с Одиннадцатого пятилетнего плана (2006—2010) называет их «ориентиром» (кит. guihua), а не «планом» (кит. jihua), чтобы обозначить более сдержанный подход правительства к централизованному управлению экономикой. Индия создала свой первый пятилетний план в 1951 году, сразу после обретения независимости, под влиянием первого премьер-министра Джавахарлала Неру.
Первый пятилетний план был одним из самых важных в истории Индии, потому что он сыграл большую роль в запуске экономического развития Индии после обретения независимости. Первая индийская пятилетка решительно поддержала сельскохозяйственное производство, а также начала индустриализацию страны (но в меньшей степени, чем Второй пятилетний план, который был сосредоточен на тяжелой промышленности). В результате реализации пятилеток в Индии построена особая система смешанной экономики, в которой важную роль играет как государственный сектор (с формирующимся государством всеобщего благосостояния), так и растущий частный сектор (идеи этого развития изложены в так называемом Бомбейском плане).

## Первый план (1951—1956)
Первый премьер-министр Индии, социалист Джавахарлал Неру представил парламенту Индии первую пятилетку в 1951 году, в основном она была направлена на развитие первичного сектора экономики. Первая пятилетка была основана на модели Харрода — Домара с небольшими изменениями.
Общий запланированный бюджет пятилетки в размере 20,69 млрд рупий (в ходе реализации был увеличен до 23,78 млрд) был выделен на семь отраслей: ирригация и энергетика (27,2 %), сельское хозяйство и развитие сообществ (17,4 %), транспорт и связь (24 %), промышленность (8,4 %), социальные услуги (16,6 %), реабилитация безземельных фермеров (4,1 %), а также для других секторов и услуг (2,5 %). Важнейшей особенностью этого этапа была активная роль государства во всех секторах экономики. Такая роль была оправдана в то время, потому что сразу после обретения независимости Индия столкнулась с двумя основными проблемами — дефицитом капитала и низким уровнем сбережений.
Целевой темп роста годового валового внутреннего продукта (ВВП) был установлен в 2,1 %; достигнутые темпы роста составили 3,6 %, чистый внутренний продукт вырос на 15 %. Муссон был хорошим, и урожай был относительно высоким, что привело к увеличению валютных резервов и доходов на душу населения, которые увеличились на 8 %. Национальный доход увеличился больше, чем доход на душу населения из-за быстрого роста населения. В этот период было начато множество ирригационных проектов, включая плотины Бхакра, Хиракуд, Меттур и Дамодарской долины. Всемирная организация здравоохранения (ВОЗ) совместно с правительством Индии занималась вопросами здоровья детей и снижения младенческой смертности, косвенно способствуя росту населения.
В конце планового периода в 1956 году были созданы пять индийских технологических институтов (ИИТ) в качестве основных технических учреждений. Комиссия по университетским грантам (UGC) была создана для того, чтобы позаботиться о финансировании и принять меры для укрепления высшего образования в стране. Были подписаны контракты на запуск пяти металлургических заводов, которые возникли в середине второй пятилетки. Правительство оценивало пятилетку как успешную.

## Второй план (1956—1961)
Второй план был сосредоточен на развитии государственного сектора и «быстрой индустриализации». План следовал модели Махаланобиса, модели экономического развития, разработанной индийским статистиком Прасантой Чандрой Махаланобисом в 1953 году. В этом плане была предпринята попытка определить оптимальное распределение инвестиций между производительными секторами для максимизации долгосрочного экономического роста. В нём использовались современные методы исследования и оптимизации операций, а также новые статистические модели, разработанные в Индийском статистическом институте. План предполагал закрытую экономику, в которой производственная деятельность была бы основана на импорте средств производства.
Гидроэлектростанции и пять сталелитейных заводов в Бхилаи, Дургапуре и Рауркеле были созданы с помощью СССР, Великобритании и Западной Германии соответственно. Добыча угля была увеличена. Больше железнодорожных линий было построено на северо-востоке.
В качестве исследовательских институтов были созданы Институт фундаментальных исследований Тата и Комиссия по атомной энергии Индии. В 1957 году была начата программа поиска талантов и стипендий для поиска талантливых молодых студентов, готовящихся к работе в атомной энергетике.
Общая сумма, выделенная в рамках второй пятилетки в Индии, составила 48 млрд рупий. Эта сумма была распределена между различными отраслями: электроэнергетика и ирригация, социальные услуги, связь и транспорт и прочие. Вторая пятилетка была периодом роста цен. Страна также столкнулась с валютным кризисом. Быстрый рост населения замедлил рост доходов на душу населения.
Целевой темп роста составил 4,5 %, а фактический темп роста составил 4,27 %.
Этот план подвергся критике со стороны классического либерального экономиста Б. Р. Шеноя, который отметил, что «зависимость плана от дефицитного финансирования для стимулирования тяжелой индустриализации является источником неприятностей». Шеной утверждал, что государственный контроль над экономикой подорвёт молодую демократию. В 1957 году Индия столкнулась с кризисом внешних платежей, который рассматривается как подтверждение аргумента Шеноя.

## Третий план (1961—1966)
В третьей пятилетке был сделан упор на сельское хозяйство и увеличение производства пшеницы, но короткая китайско-индийская война 1962 года выявила слабые стороны экономики и сместила акцент на оборонную промышленность и индийскую армию. В 1965—1966 годах Индия вела войну с Пакистаном. Также была сильная засуха в 1965 году. Война привела к инфляции, и приоритет при планировании был перенесён на стабилизацию цен. Строительство плотин продолжалось. Также были построены многие заводы по производству цемента и удобрений. Пенджаб начал производить большое количество пшеницы.
Многие начальные школы были открыты в сельской местности. В попытке вывести демократию на массовый уровень были начаты выборы в панчаяты и штатам было дано больше прав в области экономического развития.
Были созданы государственные советы по электричеству и государственные органы среднего образования. На штаты была возложена ответственность за среднее и высшее образование. Были сформированы государственные автотранспортные корпорации, и местное дорожное строительство стало функцией штатов.
Целевой темп роста был установлен в 5,6 %, но фактический темп роста составил только 2,4 %.

## Перерыв между пятилетними планами (1966—1969)
Из-за провала Третьего плана правительство было вынуждено объявить «перерыв между пятилетками» (1966-67, 1967-68 и 1968-69). В течение этого промежуточного периода были составлены три годовых плана. В течение 1966-67 годов вновь возникла проблема засухи. Равный приоритет был отдан сельскому хозяйству, смежной с ним деятельности и промышленному сектору. Правительство Индии объявило «девальвацию рупии» для увеличения экспорта из страны. Основными причинами «перерыва между пятилетками» стали война, нехватка ресурсов и рост инфляции.

## Четвёртый план (1969—1974)
В это время премьер-министром была Индира Ганди. Правительство Индиры Ганди национализировало 14 крупных индийских банков, а Зелёная революция в Индии способствовала развитию сельского хозяйства. Кроме того, ситуация в Восточном Пакистане (ныне Бангладеш) стала тяжелой, поскольку индо-пакистанская война 1971 года и война за независимость Бангладеш потребовали средств, предназначенных для промышленного развития. Индия также провела подземное ядерное испытание «Улыбающийся Будда» (Покран-1) в Раджастане 18 мая 1974 года, частично в ответ на развертывание США седьмого флота в Бенгальском заливе. Флот был развернут, чтобы предупредить Индию от нападения на Западный Пакистан и продолжения войны.
Целевой темп роста составил 5,6 %, но фактический темп роста составил 3,3 %.

## Пятый план (1974—1979)
В пятом пятилетнем плане упор делался на занятость, борьбу с бедностью (Garibi Hatao) и судебную реформу. План также был сфокусирован на самообеспечении сельскохозяйственной и оборонной продукцией. В 1978 году вновь избранное правительство Морарджи Десаи отклонило план. В 1975 году в Закон об электроснабжении были внесены поправки, которые позволили центральному правительству начать производство и передачу электроэнергии.
Была введена национальная система автомобильных дорог, и многие дороги были расширены для удовлетворения растущего трафика. Туризм также расширился. Программа из двадцати пунктов была запущена в 1975 году.
Программа минимальных потребностей (англ. MNP) была запущена в первый год пятой пятилетки (1974-78). Целью программы являлось обеспечение определённых базовых минимальных потребностей и, таким образом, повышение уровня жизни людей.
Целевой темп роста составил 4,4 %, а фактический темп роста составил 4,8 %.

## Скользящий план (1978—1980)
Правительство партии « Джаната» прекратило пятую пятилетку и ввело новую шестую пятилетку (1978—1980 годы). Этот план был опять-таки прекращён правительством Индийского национального конгресса в 1980 году, и был разработан новый Шестой план (см. ниже). Скользящий план состоял из трех видов планов. Первый план был на текущий год, который включал годовой бюджет, второй был планом на фиксированное количество лет, которое могло составлять 3, 4 или 5 лет. Второй план постоянно менялся в соответствии с требованиями индийской экономики. Третий план был перспективным планом на длительные сроки, то есть на 10, 15 или 20 лет. Следовательно, не было фиксированной даты начала и окончания плана. Основное преимущество скользящих планов заключалось в том, что они были гибкими и могли преодолевать жесткость фиксированных пятилеток путем изменения целевых показателей, объекта планирования, прогнозов и ассигнований в соответствии с меняющимися условиями в экономике страны. Основным недостатком этого плана было то, что, если целевые показатели пересматривались каждый год, стало труднее достигать целевых показателей, установленных на пятилетний период, и именно этот вид плана оказался самым сложным из трёх. Кроме того, частые пересмотры планов привели к отсутствию стабильности в экономике.

## Шестой план (1980—1985)
Шестая пятилетка ознаменовала начало экономической либерализации. Контроль над ценами был отменён, а магазины, распределявшие продукты питания по карточкам, были закрыты. Это привело к росту цен на продукты питания и росту стоимости жизни. Это был конец социализма по Дж. Неру. 12 июля 1982 года по рекомендации Комитета Шиварамана был создан Национальный банк сельского хозяйства и развития сельских районов. Планирование семьи также было расширено с целью предотвращения перенаселения. В отличие от жёсткого и принудительного подхода Китая в отношении политики «одного ребёнка», индийский подход не опирался на угрозу применения силы. Более процветающие районы Индии приняли планирование семьи быстрее, чем менее успешные районы, где уровень рождаемости по-прежнему оставался высоким. Начиная с этой пятилетки военные пятилетние планы стали согласовываться с планами Комиссии по планированию.
Шестая пятилетка была успешной для индийской экономики. Целевой темп роста составил 5,2 %, а фактический темп роста — 5,7 %. Это был единственный пятилетний план, который составлялся дважды.

## Седьмой план (1985—1990)
Седьмая пятилетка была проведена партией Индийского национального конгресса с Радживом Ганди в качестве премьер-министра. В плане делался упор на повышение производительности труда путём модернизации технологий.
Основными целями седьмой пятилетки были обеспечение роста в сферах производительности труда, производства продовольственного зерна и создания рабочих мест с помощью «Социальной справедливости».
В результате шестой пятилетки наблюдались устойчивый рост в сельском хозяйстве, умеренный уровень инфляции и благоприятный платежный баланс. Седьмой план был направлен на развитие социализма и увеличение производства энергии. Основными направлениями седьмой пятилетки были: социальная справедливость, устранение угнетения слабых, использование современных технологий, развитие сельского хозяйства, программы по борьбе с бедностью, полное снабжение продовольствием, одеждой и жильём, повышение производительности труда малых и крупных фермеров, и превращение Индии в независимую экономику.
Основываясь на 15-летнем периоде стремления к устойчивому росту, Седьмой план был сосредоточен на достижении предпосылок самостоятельного роста к 2000 году. В плане предусматривалось, что численность рабочей силы вырастет на 39 миллионов человек, а занятость будет расти из расчёта 4 % в год.
Целевой темп роста составил 5,0 %, а фактический темп роста — 6,01 %, темпы роста доходов на душу населения составили 3,7 %.

## Годовые планы (1990—1992)
Восьмой план не был запущен в 1990 году из-за быстро меняющейся политической ситуации, в 1990-91 и 1991-92 годах реализовывались годовые планы. Восьмой пятилетний план был окончательно сформулирован на период 1992—1997 гг.

## Восьмой план (1992—1997)
1989—1991 годы были периодом экономической нестабильности в Индии, и поэтому пятилетний план не был реализован. Между 1990 и 1992 годами были только годовые планы. В 1991 году Индия столкнулась с кризисом валютных резервов, оставшись с резервами всего около 1 миллиарда долларов США. Под этим давлением было принято решение реформировать социалистическую экономику. Нарасимха Рао был девятым премьер-министром Республики Индии и главой партии Конгресса и сыграл одну из ключевых ролей в современной истории Индии. При нём были начаты крупные экономические преобразования и произошли несколько инцидентов, повлиявших на национальную безопасность. В то время д-р Манмохан Сингх (впоследствии премьер-министр Индии) начал реформу свободного рынка в Индии, которые позволили избежать банкротства государства. Это было начало периода либерализации, приватизации и глобализации (англ. LPG) в Индии.
Модернизация промышленности была главной осью восьмого плана. В соответствии с этим планом было предпринято постепенное открытие индийской экономики, чтобы исправить растущий дефицит и внешний долг. 1 января 1995 года Индия стала членом Всемирной торговой организации. Основные задачи включали в себя: контроль за ростом населения, сокращение масштабов нищеты, создание рабочих мест, укрепление инфраструктуры, институциональное строительство, управление туризмом, развитие человеческих ресурсов, вовлечение в экономическое развитие панчаятов, местных советов и общественных организаций, децентрализация и участие граждан.
Энергетика получила приоритет с затратами в 26,6 % от общего бюджета пятилетки.
Целевой темп роста составил 5,6 %, а фактический темп роста составил 6,8 %.
Для достижения целевого среднегодового экономического роста в 5,6 % требовалось инвестировать 23,2 % валового внутреннего продукта. Коэффициент прироста капитала составлял 4,1. Сбережения, направляемые на инвестиции, должны были исходить из внутренних и иностранных источников, при этом норма внутренних сбережений составляла 21,6 % валового внутреннего производства, а иностранных сбережений — 1,6 % валового внутреннего производства.

## Девятый план (1997—2002)
Атал Бихари Ваджпаи был премьер-министром Индии во время девятого плана. Девятый план в первую очередь пытался использовать скрытый и незадействованный до этого экономический потенциал страны для содействия экономическому и социальному росту. Он был направлен на поддержку социальной сферы для полной ликвидации нищеты. Удовлетворительное выполнение восьмого пятилетнего плана также обеспечило способность государства идти по пути более быстрого развития. Девятая пятилетка также предусматривала совместные усилия государственного и частного секторов по обеспечению экономического развития страны. Кроме того, девятый пятилетний план способствовал более широкому участию общественных организаций, а также правительственных учреждений как в сельских, так и в городских районах страны. Новые меры в форме специальных планов действий (англ. Special Action Plans, SAPs) были разработаны в ходе девятого плана для выполнения целевых задач в течение установленного времени при наличии достаточных ресурсов. SAPs охватывали сферы социальной инфраструктуры, сельского хозяйства, информационных технологий и водной политики.
Девятый пятилетний план предусматривал общие расходы государственного сектора в размере 8,592 трлн рупий (120 млрд долл. США), что на 33 % превышало расходы восьмой пятилетки. В общих затратах доля центра составляла приблизительно 57 %, тогда как для штатов и союзных территорий она составляла 43 %.
Цели
Девятый пятилетний план был сфокусирован на взаимосвязи между быстрым экономическим ростом и качеством жизни населения страны. Главной целью этого плана было увеличение роста в стране с акцентом на социальную справедливость и равенство. Девятый пятилетний план придавал большое значение сочетанию политики, ориентированной на рост, с улучшением положения малоимущих в стране. Девятый план также был направлен на исправление исторического неравенства, которое все ещё преобладало в обществе.
Основная цель девятой пятилетки заключалась в том, чтобы исправить историческое неравенство и ускорить экономический рост в стране. Другими аспектами девятой пятилетки были:
- Контроль роста населения.
- Создание рабочих мест, с приоритетом сельскому хозяйству и развитию сельских районов.
- Сокращение бедности.
- Обеспечение доступности еды и воды для бедных.
- Наличие учреждений первичной медико-санитарной помощи и других предметов первой необходимости.
- Начальное образование для всех детей в стране.
- Расширение прав и возможностей социально незащищенных классов, таких как зарегистрированные касты и племена и другие классы населения.
- Развитие самостоятельности с точки зрения сельского хозяйства.
- Ускорение темпов роста экономики с помощью стабильных цен.

Стратегии
- Структурные преобразования и развитие индийской экономики.
- Новые инициативы для решения проблем в экономике страны.
- Эффективное использование ограниченных ресурсов для обеспечения быстрого роста.
- Сочетание государственной и частной поддержки для увеличения занятости.
- Повышение высоких темпов экспорта для достижения самостоятельности.
- Предоставление услуг, таких как электричество, телекоммуникации, железные дороги и т. д.
- Специальные планы по расширению прав и возможностей социально незащищенных слоев населения страны.
- Вовлечение и участие учреждений / панчаятов и местных советов в процессе развития.

Реализация
- Девятая пятилетка достигла темпов роста ВВП на уровне 5,4 % против целевого показателя 6,5 %.
- Сельскохозяйственная отрасль выросла на 2,1 % против целевого показателя 4,2 %.
- Промышленный рост в стране составил 4,5 %, что выше целевого показателя в 3 %.
- Сфера услуг выросла на 7,8 %.
- Среднегодовой темп роста составил 6,7 %.

Целевой рост составил 7,1 %, а фактический рост составил 6,8 %.

## Десятый план (2002—2007)
Основные задачи десятой пятилетки:
- Достигнуть 8 % роста ВВП в год.
- Сокращение уровня бедности на 5 % к 2007 году.
- Обеспечение занятости, по крайней мере, для вновь прибывающей рабочей силы.
- Сокращение гендерного разрыва в уровне грамотности и заработной платы как минимум на 50 % к 2007 году.
- Была введена 20-балльная программа.
- Десятый план должен был следовать региональному, а не отраслевому подходу, чтобы уменьшить региональное неравенство.

Из общих расходов плана 9,213 трлн рупий (130 млрд долл. США), или 57,9 % предназначались для центрального правительства, а 6,910 трлн рупий (100 млрд долл. США), или 42,1 % — для штатов и союзных территорий.
Целевой рост: 8,1 %, фактически достигнутый рост: 7,7 %.

## Одиннадцатый план (2007—2012)
В этот период премьер-министром был Манмохан Сингх. Одиннадцатый план был нацелен на увеличение приема в высшие учебные заведения в возрасте 18-23 лет к 2011—2012 году. Основное внимание уделялось дистанционному образованию, конвергенции формальных, неформальных, дистанционных и ИТ учебных заведений.
В качестве задач заявлялись:
- Быстрый и всеобъемлющий рост (сокращение бедности).
- Акцент на социальном секторе и предоставлении услуг в нём.
- Расширение возможностей через образование и развитие навыков.
- Сокращение гендерного неравенства.
- Экологическая устойчивость.
- Увеличение темпов роста в сельском хозяйстве, промышленности и сфере услуг до 4 %, 10 % и 9 % соответственно.
- Снижение общего коэффициента рождаемости до 2,1.
- Обеспечение всего населения чистой питьевой водой к 2009 году.

## Двенадцатый план (2012—2017 годы)
В двенадцатой пятилетке правительство Индии первоначально намеревалось достичь темпов роста в 8,2 %, но Национальный совет развития (англ. NDC) 27 декабря 2012 года утвердил темпы роста в 12 % для двенадцатого плана.
В связи с ухудшением ситуации в мире заместитель председателя Комиссии по планированию Монтек Сингх Ахлувалия заявил, что достижение среднего темпа роста в 9 процентов в течение следующих пяти лет невозможно. Окончательный целевой показатель роста был установлен на уровне 8 % благодаря одобрению плана на заседании Совета национального развития, состоявшемся в Дели.
План был направлен на развитие инфраструктурных проектов для преодоления всех узких мест в инфраструктуре. Документ, представленный Комиссией по планированию, был направлен на привлечение частных инвестиций в размере до 1 триллиона долларов США в инфраструктурные проекты, что позволит снизить субсидии правительства с 2 до 1,5 процентов ВВП.
Целями двенадцатой пятилетки были:
- Создать 50 миллионов новых рабочих мест в несельскохозяйственном секторе.
- Устранить гендерный и социальный разрыв при зачислении в школу.
- Расширить доступ к высшему образованию.
- Сократить недоедание среди детей в возрасте 0-3 лет.
- Обеспечить электроэнергией все деревни.
- Обеспечить 50 % сельского населения доступом к питьевой воде необходимого качества.
- Увеличивать зелёный покров на 1 млн га каждый год.
- Обеспечить доступ к банковским услугам для 90 % домохозяйств.

## Прекращение пятилеток
После упразднения Комиссии по планированию официальные пятилетние планы больше не составляются, но продолжают составляться пятилетние планы обороны, последний из них — на 2017—2022 годы. Тринадцатой пятилетки не было.